# Distrito electoral local 12 de la Ciudad de México
El XII Distrito Electoral Local de Ciudad de México es uno de los 33 distritos electorales Locales en los que se encuentra dividido el territorio de Ciudad de México. Su cabecera es la alcaldía Cuauhtémoc.
Abarca el sector centro y sur de Cuauhtémoc. Limita al norte con el distrito IX dentro de la alcaldía, al sur con el distrito XVII de Benito Juárez, al este con el distrito X de Venustiano Carranza y al oeste con el distrito XIII de Miguel Hidalgo.

## Congreso de la Ciudad de México (desde 2018)
| Diputado                         | Grupo parlamentario | Legislatura | Periodo     |
| -------------------------------- | ------------------- | ----------- | ----------- |
| José Luis Rodríguez Díaz de León |                     | I           | 2018 - 2021 |
| Maxta González Carrillo          |                     | II          | 2021 - 2024 |
| Leonor Gómez Otegui              |                     | III         | 2024 -      |

## Resultados electorales

### 2021
|  | 51.8116 % |

|  | 32.6521 % |

|  | 3.4032 % |

|  | 1.6271 % |

|  | 1.1062 % |

|  | 0.4612 % |

|  | 0.6949 % |

|  | 2.0725 % |

|  | 1.0616 % |

|  | 0.1637 % |

|  | 2.4581 % |

|  | 100.00 % |